# Cena Františka Kriegla

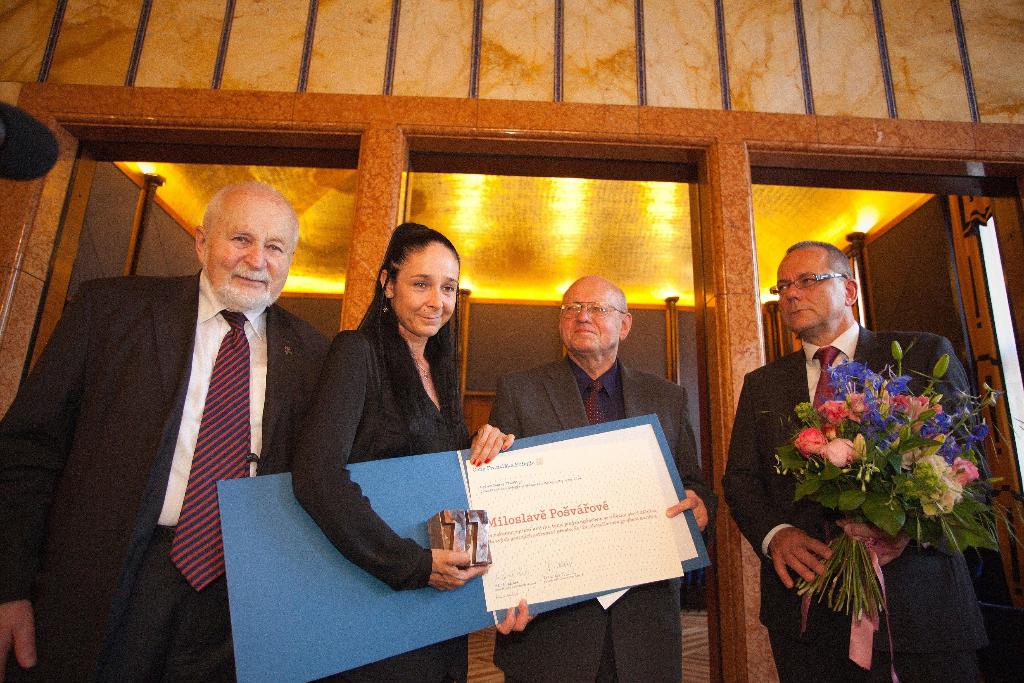
Cena Františka Kriegla za občanskou statečnost udělená v roce 2014 Miloslavě Pošvářové (druhé zleva). Druhý zprava je Miloš Rejchrt

Cena Františka Kriegla je udělována Nadací Charty 77 za mimořádné zásluhy v boji za lidská práva a občanské svobody, národní nezávislost, suverenitu a demokracii.
Cena byla zřízena v roce 1987 na paměť československého komunistického politika Františka Kriegla a je vyhlašována vždy 10. dubna, v den jeho narození.

## Porota
- Martin Groman
- Jana Horváthová
- František Janouch
- Petra Procházková
- Břetislav Rychlík
- Saša Uhlová (předsedkyně poroty)
- Marek Orko Vácha
- Jaroslav Veis

## Seznam nositelů
| Rok         | Laureát                            | Oceněný počin |
| ----------- | ---------------------------------- | --- |
| 1987        | Vladimír Kadlec                    | za samizdatovou ekonomickou revui, kterou vydával od roku 1977 |
| 1988        | Jaroslav Šabata                    | za soustavnou práci v disentu a za iniciování Pražské výzvy mezinárodnímu mírovému hnutí |
| 1989        | Jan Dus a Josef Zvěřina            | za působení v nezávislých náboženských iniciativách |
| 1990        | Mirosław Jasiński                  | za překlady české nezávislé literatury a seminář o střední Evropě, uspořádaný v listopadu 1989 ve Vratislavi |
| 1990        | Jan Ruml                           | za vydávání předlistopadových Lidových novin |
| 1991        | Peter Mariánek                     | za iniciativu hnutí Human ve Slovenské republice |
| 1992        | Petr Pithart                       | za ojedinělé vystoupení proti konkrétnímu případu politické korupce |
| 1993        | Igor Blaževič a Jaromír Štětina    | za organizování humanitární pomoci Bosně a publicistiku z krizových oblastí |
| 1994        | Milena Hübschmannová               | za dlouholetou službu romské kultuře a vzájemnému porozumění mezi Romy a ostatní populací |
| 1995-1996   | Vlado Čech                         | in memoriam, za významný podíl na česko-slovenském porozumění |
| 1995-1996   | Karel Kryl                         | in memoriam, za celoživotní dílo |
| 1995-1996   | Josef Vavroušek                    | in memoriam, za tvůrčí práci pro trvale udržitelný život |
| 1997        | František Stíbal                   | Starosta města Kašperské Hory, za důslednou ochranu před devastací, kterou by Šumavě způsobila těžba zlata |
| 1998        | Kumar Vishwanathan                 | za osobní nasazení ve snaze přispět k vzájemnému sbližování a soužití s romskými spoluobčany |
| 1999        | Václav Trojan                      | za dlouholetou, nezištnou a obětavou činnost při obhajobě občanských práv |
| 2000        | Jakub Polák                        | jako ocenění trvalého a statečného boje s předsudky a s netečností policie i justice v případech nejotřesnějších rasově motivovaných vražd v České republice |
| 2001        | Stanislav Milota a Miloš Rejchrt   | Oba nezávisle na sobě rezignovali na svá členství v Radě České televize (M. Rejchrt) a v Radě pro rozhlasové a televizní vysílání (S. Milota), kam je zvolila Poslanecká sněmovna Parlamentu                                                                                        |
| 2002        | Miroslav Opatřil                   | Zakladatel a vedoucí Sdružení pěstounských rodin v České republice |
| 2003        | František Lízna a Tomáš Vlasák     | Oba již delší dobu působí jako vězeňští kaplani a v této činnosti se neomezují jen na své pastorační poslání, ale poskytují všestrannou pomoc všem, kteří ji potřebují |
| 2004        | Petra Procházková                  | Zejména jako ocenění její práce nezávislé humanitární a sociální pracovnice v Grozném a za založení sdružení Berkat, zaměřeného na pomoc a podporu lidí z oblastí zničených válkou                                                                                                  |
| 2005        | Maria Machnig, roz. Halke          | Ocenění československých občanů německé národnosti, kteří v letech 1938-45 odmítli nacistickou ideologii a za cenu velkých osobních obětí zůstali věrni československé státnosti a jejím demokratickým tradicím                                                                     |
| 2006        | Yekta Uzunoglu                     | za dlouholetý a neohrožený boj za lidská práva a lidskou důstojnost za komunistického režimu tak i po listopadu 1989, kdy byl v roce 1994 zatčen a celých 31 měsíců vězněn a již skoro 12 let se na české polistopadové justici domáhá spravedlivého procesu a očištění svého jména |
| 2007        | Ondřej Cakl                        | za ojedinělou a statečnou činnost při monitorování neonacistického hnutí. Udělením ceny Ondřeji Caklovi porota ocenila nejen jeho, ale také neméně odvážnou a potřebou práci všech dalších účastníků projektu Monitoringu                                                           |
| 2008        | Jiří Voráč                         | za osamocený zápas v Radě České televize, kdy se jako zástupce veřejnosti v posledních letech postavil několikrát otevřeně opakovaným skandálním praktikám Rady a vedení ČT |
| 2009        | Jakub Štěrbík a Stanislav Vodička  | za vystoupení proti projevům neonacismu skinheadů |
| 2010        | Alena Dernerová                    | za vystoupení proti tunelování veřejných zakázek při nákupu předražených zdravotnických přístrojů a uzavírání nevýhodných smluv v nemocnicích Ústeckého kraje |
| 2011        | Libor Michálek                     | za statečný, systematický a nekompromisní boj proti korupci ve státní správě |
| 2012        | Vladimíra Dvořáková                | za příkladné občanské postoje a občanskou statečnost |
| 2013        | Matěj Hollan                       | za nový typ občanského aktivismu, za boj proti nelegálnímu hazardu a korupci a za prosazování svobody informací |
| 2014        | Božena Fuková                      | za principiální postoj, který zaujala v říjnu 1968 a neopustila ho ani pod nátlakem osobního ohrožení |
|             | Miloslava Pošvářová                | za nekompromisní kritiku toho, jakým způsobem se v Česku staví dálnice |
| 2015        | Činoherák Ústí                     | za neústupnost primitivnímu nátlaku, demagogii a likvidačním mocenským manýrům ze strany vedení města Ústí nad Labem |
| 2016        | Autonomní sociální centrum Klinika | za odvahu dokazovat v dnešní době, že pomoc bližnímu je správnou cestou pro každého, kdo chce zůstat skutečným člověkem |
| 2017        | Radek Banga                        | za vyjádření odvážného občanského postoje, když při vyhlašování Cen Český slavík za rok 2016 protestoval proti ocenění skupiny Ortel, jejíž texty i projev využívají nepřijatelnou rasistickou a xenofobní rétoriku                                                                 |
| 2018        | Ilja Hradecký                      | Dlouhé roky se stará o lidi bez domova – lidi nemohoucí a bezbranné. |
| 2019        | Karel Karika a David Tišer         | Bojují za lidská práva a rovnoprávnost a za práva Romů, bezdomovců a sociálně vyloučených. |
| 2020 a 2021 | zdravotní sestry                   | Všechny zdravotní sestry, které odvážně a obětavě pomáhají už víc než rok zvládat pandemii covidu-19. |
| 2022        | Daniel Hůle                        | za to, že se již dlouhou řadu let neúnavně věnuje problematice zadlužování a zejména oblasti exekučního a vymahačského byznysu. |
| 2023        | Barbora Antonová                   | za pomoc nejpotřebnějším a sociálně slabým, od matek samoživitelek po ukrajinské uprchlíky. |